# Talaifacene
Talaifacene è un comune dell'Algeria, situato nella provincia di Sétif.